# Honschaft Schöller
Die Honschaft Schöller war eine Honschaft in der Unterherrschaft Schöller, die ab ca. 1350 dem Amt Solingen im Herzogtum Berg angehörte. Nach Ende der französischen Besetzung zu Beginn des 19. Jahrhunderts und Auflösung des Großherzogtums Berg 1815 wurde die Honschaft Schöller – unter Beibehaltung der von den Franzosen durchgeführten kommunalen Neugliederung des Herzogtums – schließlich der Bürgermeisterei Haan im Kreis Elberfeld des Regierungsbezirks Düsseldorf innerhalb der preußischen Rheinprovinz zugeordnet und war damit bis in das 19. Jahrhundert eine der untersten bergischen Verwaltungseinheiten.
Mit der Gemeinde-Ordnung für die Rheinprovinz wurde 1845 die Honschaft in die Gemeinde Schöller umgewandelt.
Laut der Statistik und Topographie des Regierungsbezirks Düsseldorf von 1832 gehörten zu der Honschaft folgende Ortschaften und Wohnplätze: Am Wald, Buntenbeck, Drinnhaus, Habbach, Holthausen, In der Furth, Kalkofen, Schleheck, Schöller und Siepen. Die Wohnplätze Am Wald, Kalkofen und Schleheck sind in der zweiten Hälfte des 20. Jahrhunderts aufgrund der sich  ausbreitenden Grube Osterholz wüst gefallen.